# Leichtathletik-Weltmeisterschaften 2019/Teilnehmer (Grenada)
| Gelbes Symbol für Goldmedaillen mit stilisierten Olympischen Ringen | Graues Symbol für Silbermedaillen mit stilisierten Olympischen Ringen | Braundes Symbol für Bronzemedaillen mit stilisierten Olympischen Ringen |
| ------------------------------------------------------------------- | --------------------------------------------------------------------- | ----------------------------------------------------------------------- |
| 1                                                                   | —                                                                     | —                                                                       |

Der Leichtathletikverband von Grenada nahm an den Leichtathletik-Weltmeisterschaften 2019 in Doha teil. Vier Athleten wurden vom grenadischen Verband nominiert. Der 400 m Läufer Bralon Taplin stand jedoch nicht auf der Startliste seiner Disziplin.

## Ergebnisse

### Männer

#### Laufdisziplinen
| Athlet        | Disziplin | Vorlauf              | Vorlauf              | Halbfinale           | Halbfinale           | Finale               | Finale               |
| Athlet        | Disziplin | Zeit                 | Platz                | Zeit                 | Platz                | Zeit                 | Platz                |
| ------------- | --------- | -------------------- | -------------------- | -------------------- | -------------------- | -------------------- | -------------------- |
| Kirani James  | 400 m     | 44,94 s              | 1                    | 44,23 s SB           | 2                    | 44,54 s              | 5                    |
| Bralon Taplin | 400 m     | nicht auf Startliste | nicht auf Startliste | nicht auf Startliste | nicht auf Startliste | nicht auf Startliste | nicht auf Startliste |

#### Sprung/Wurf
| Athlet          | Disziplin | Qualifikation | Qualifikation | Finale     | Finale |
| Athlet          | Disziplin | Weite/Höhe    | Platz         | Weite/Höhe | Platz  |
| --------------- | --------- | ------------- | ------------- | ---------- | ------ |
| Anderson Peters | Speerwurf | 85,34 m       | 3             | 86,89 m    | Gold   |

#### Zehnkampf
| Athlet        | Disziplin | 100 m   | Weitsprung | Kugelstoßen | Hochsprung | 400 m      | 110 m Hürden | Diskuswurf | Stabhochsprung | Speerwurf | 1500 m | Punkte | Platz |
| ------------- | --------- | ------- | ---------- | ----------- | ---------- | ---------- | ------------ | ---------- | -------------- | --------- | ------ | ------ | ----- |
| Lindon Victor | Ergebnis  | 10,66 s | 7,51 m PB  | 16,24 m SB  | 2,05 m SB  | 48,55 s SB | 14,82 s SB   | NM         | NM             | DNS       | –      | DNF    | DNF   |
| Lindon Victor | Punkte    | 938     | 937        | 866         | 850        | 883        | 871          | 0          | 0              | DNS       | –      | DNF    | DNF   |